# 若开山脉
若开山脉也称阿拉干山脉、亞拉干山。位于缅甸西部，孟加拉湾东岸。北起钦岭，南至内格雷斯角，南北长超过950公里。地势北高南低。最高峰维多利亚山，海拔3058米。